# Jelena Wiktorowna Iwaschtschenko
Jelena Wiktorowna Iwaschtschenko (russisch Елена Викторовна Иващенко, Transliteration Jelena Viktorovna Ivaschtschenko; * 28. Dezember 1984 in Omsk als Jelena Wiktorowna Schleise; † 15. Juni 2013 in Tjumen) war eine russische Judoka.

## Werdegang
Iwaschtschenko wurde 2007, 2009, 2011 und 2012 Europameisterin in der Gewichtsklasse über 78 Kilogramm. 2006 und 2012 gewann sie mit der russischen Frauen-Judonationalmannschaft zudem den Mannschaftseuropameistertitel.
Sie war siebenfache Russische Meisterin und gewann bei den Weltmeisterschaften 2007 und 2011 jeweils die Bronzemedaille. 2012 wurde sie bei den Olympischen Sommerspielen in London Siebte.
Am 15. Juni 2013 wurde sie in Tjumen (Westsibirien) tot aufgefunden. Nach ersten Erkenntnissen der Ermittlungsbehörden sei sie aus einem Fenster im 15. Stock eines Hauses gesprungen.